# オナイダ郡 (アイダホ州)
オナイダ郡（英: Oneida County）は、アメリカ合衆国アイダホ州の南部に位置する郡である。2010年国勢調査での人口は4,286人であり、2000年の4,125人より3.9％増加した。郡庁所在地はマラドシティ市（人口2,095人）であり、同郡で人口最大の都市でもある。オナイダ郡庁舎はアメリカ合衆国国家歴史登録財に登録されている。
郡住民の大半はマラドシティ市とその周辺のマラド・バレーに住んでいる。郡名はニューヨーク州のオナイダ湖から採られており、初期の開拓者の多くがオナイダ湖地域から移民してきたからだった。
オナイダ郡はアイダホ準州の一部として1864年1月22日に設立された。当初の郡庁所在地は、現在カリブー郡の郡庁所在地になっているソーダスプリングスだった。1866年にマラドシティの人口が増加し、ユタ州コリンとモンタナ州ビュートの鉱山を繋ぐ貨物搬送道路かつ駅馬車の路線にあったことで、郡庁がマラドシティに移された。

## 地理
アメリカ合衆国国勢調査局に拠れば、郡域全面積は1,201.61平方マイル (3,112.2 km2)であり、このうち陸地は1,200.33平方マイル (3,108.8 km2)、水域は1.28平方マイル (3.3 km2)で水域率は0.11％である。
郡内の最高地点は標高9,095フィート (2772 m) のエルクホーン峰である。地形の特徴は谷と山地あるいは丘陵が並んでいることであり、地域の大半は草原とヤマヨモギの叢林である。郡内にカールー国立草原がある。

### 隣接する郡
- パワー郡 - 北
- バノック郡 - 北東
- フランクリン郡 - 東
- キャッシュ郡 (ユタ州) - 南東
- ボックスエルダー郡 (ユタ州) - 南
- カシア郡 - 西

### 国立保護地域
- カリブー国立の森（部分）
- カールー国立草原（部分）
- ソートゥース国立の森（部分）

### 高規格道路
- - 州間高速道路15号線
- - 州間高速道路西84号線
- - アイダホ州道36号線
- - アイダホ州道38号線

## 人口動態
以下は2000年の国勢調査による人口統計データである。
| 基礎データ - 人口: 4,125人 - 世帯数: 1,430 世帯 - 家族数: 1,092 家族 - 人口密度: 1人/km2（3人/mi2） - 住居数: 1,755軒 - 住居密度: 1軒/km2（2軒/mi2） 人種別人口構成 - 白人: 97.50% - アフリカン・アメリカン: 0.12% - ネイティブ・アメリカン: 0.32% - アジア人: 0.15% - 太平洋諸島系: 0.07% - その他の人種: 1.36% - 混血: 0.48% - ヒスパニック・ラテン系: 2.30% 先祖による構成 - イギリス系：27.2％ - ウェールズ系：20.0％ - アメリカ人：12.0％ - ドイツ系：7.1％ - デンマーク系：6.8％ | 年齢別人口構成 - 18歳未満: 32.0% - 18-24歳: 7.7% - 25-44歳: 23.1% - 45-64歳: 21.4% - 65歳以上: 15.9% - 年齢の中央値: 36歳 - 性比（女性100人あたり男性の人口） - 総人口: 103.1 - 18歳以上: 100.4 世帯と家族（対世帯数） - 18歳未満の子供がいる: 38.4% - 結婚・同居している夫婦: 68.5% - 未婚・離婚・死別女性が世帯主: 4.5% - 非家族世帯: 23.6% - 単身世帯: 22.5% - 65歳以上の老人1人暮らし: 11.9% - 平均構成人数 - 世帯: 2.85人 - 家族: 3.35人 収入と家計 - 収入の中央値 - 世帯: 34,309米ドル - 家族: 38,341米ドル - 性別 - 男性: 29,730米ドル - 女性: 19,808米ドル - 人口1人あたり収入: 13,829米ドル - 貧困線以下 - 対人口: 10.8% - 対家族数: 6.7% - 18歳未満: 13.0% - 65歳以上: 10.8% |

## 都市と町

### 都市
- マラドシティ - 郡庁所在地

### 未編入の町
- ホルブルック
- プレザントビュー
- サマリア
- ストーン